# 莫里斯奧·沙利
莫里斯奧·沙利（義大利語：Maurizio Sarri，義大利語發音：[mauˈrittsjo ˈsarri]; 1959年1月9日—）是意大利足球教練，現時執教意甲球隊拉素。

## 執教生涯
1999年沙利開始了足球教練生涯，他曾先後出任多隊意大利低組別聯賽球隊領隊。2012年6月25日，沙利出任意乙球隊安玻里領隊。沙利在安玻里首季取得意乙第得第4名，但在升班附加賽敗於利禾奴。 翌季，沙利帶領安玻里以意乙亞軍的身份直升意甲。2014/15意甲球季，安玻里排第15名。
2015年6月，沙利取代擔任意甲球隊拿坡里領隊。
2015/16球季取得亞軍、2016/17球季取得季軍。2017/18球季取得亞軍，以4分之差敗予冠軍祖雲達斯。2018年5月23日，拿玻里宣佈由安切洛蒂取代沙利執教。
2018年7月14日，英超球會車路士宣佈沙利取代擔任新領隊。
2018-19赛季，尽管萨里率领切尔西赢得了欧洲联赛的冠军，但萨里依然遭到了部分球迷和媒体的不满，最终他选择与切尔西解约。
2019年夏天，萨里出任意甲球會尤文图斯主教练。在意大利杯以及意大利超级杯中，尤文图斯无缘冠军，欧冠于1/8淘汰赛被里昂淘汰，使得球會近四年来第一次无缘欧冠八强，最终萨里被解雇。

## 執教領隊榮譽
車路士 Chelsea Football Club
- 歐霸盃冠軍: 2018-19

祖雲達斯 Juventus Football Club
- 意大利足球甲级联赛冠軍：2019－20

## 性格
沙利是一個非常迷信的人。例如他每次離開球場時均會非常謹慎，確保不會觸碰到皮球，原因是他認為這樣會招致不幸。沙利有個近乎強迫性的習慣，就是在操練的最後一節才進行死球訓練，以便球員在最接近出賽前的時間加深球感。2018–19年歐霸盃四強賽事次回合，由沙利領軍的車路士對法蘭克福，兩隊戰至互射十二碼階段。開射前，車路士的球員及助教都圍成一圈激勵士氣，然而身為球隊主教練的沙利卻並沒有參與其中。這亦是他的迷信作風之一。
據在拿坡里時便與沙利共事的若日尼奧·菲利霍指，在比賽正式結束之前，絕不踏入球場及絕不碰觸皮球，是沙利所堅守的原則。而最後，車路士在互射十二碼階段亦成功淘汰法蘭克福，晉身決賽並擊敗同市宿敵阿森纳捧起冠軍。沙利的各種迷信行徑，自他於意大利低組別球隊執教開始就已有跡可尋。例如曾經在一場比賽賽前，有球員喝了三杯咖啡，然後球隊順利勝出賽事。自此，沙利便要求該名球員每次比賽之前一定要喝三杯咖啡。又例如，每當沙利駕車經過某一個髮夾彎的時候，他必定要點起香煙，因為他相信若不這樣做就會為下場比賽帶來不幸。另外沙利本身就是一位重度烟民。
2016年10月15日的意甲賽事，拿坡里主場迎戰羅馬。當時拿玻里正維持22場聯賽主場不敗的戰績。賽前羅馬主教練盧西亞諾·斯帕萊蒂就得悉一個有趣的情報：「沙利有個迷信的習慣，就是一定要成為最後一個進入球場範圍的人」。於是，史巴列提就假裝已經離開通道，待沙利毫無戒心，正要步入球場之際，才突然出現在沙利身後，尾隨他進到球場範圍。最後，羅馬作客3-1擊敗拿玻里，史巴列提不僅斷了拿坡里的主場不敗紀錄，更破除了沙利的迷信勝利方程式。